# آیین سیک در هند
سیک‌های هند حدود ۲۱ میلیون نفر هستند و در سال ۲۰۱۱، ۱٫۷ درصد از جمعیت هند را تشکیل می‌دادند و چهارمین گروه مذهبی بزرگ در این کشور می‌باشند. اکثریت سیک‌های این کشور در ایالت شمالی پنجاب زندگی می‌کنند که تنها تقسیمات کشوری با اکثریت سیک‌ها در جهان است.
هند منزلگاه اکثریت جمعیت سیک در جهان است.

## جمعیت‌شناسی
جمعیت
جمعیت سیک‌ها در هند به ۲۰٫۸ میلیون نفر بالغ می‌شود که تنها ۱٫۷۲ درصد از کل جمعیت هند را تشکیل می‌دهد. از حدود ۲۵ تا ۳۰ میلیون نفر سیک در جهان، اکثریت آنها یعنی حدود ۲۰٫۸ تا ۲۲ میلیون نفر در هند زندگی می‌کنند که حدود (۸۳٫۲ درصد تا ۸۴٫۱ درصد) از کل جمعیت سیک در جهان است. نرخ باروری سیک‌ها در هند ۱٫۶ است که طبق برآورد ۲۰۱۹–۲۰۲۱، کمترین نرخ باروری در کشور می‌باشد.
از کل جمعیت سیک‌ها در هند، ۷۷ درصد از آنها در ایالت پنجاب متمرکز شده‌اند. در این ایالت، آیین سیک با ۱۶ میلیون پیرو که ۵۷٫۷ درصد از کل جمعیت را شامل می‌شوند، مذهب برتر می‌باشد و تنها ایالت در هند است که آیین سیک، دین اکثریت مردم است.
خاستگاه ملی و قومی
با وجودی که سیک‌های پنجابی اکثریت جمعیت سیک را تشکیل می‌دهند، جامعه سیک متنوع بوده و مردمی را دربر گرفته که به زبان‌های پشتو، براهویی، تلوگو، مراتی، آسامی، هندی، سندی، بنگالی و بسیاری زبان‌های دیگر صحبت می‌کنند. تعدادی از جوامع پیروان آیین سیک در ذیل با جزئیات بیان شده است.
سیک‌های افغان
سیک‌های افغانستان بیشتر مهاجران و تاجران پنجابی هستند. آنها در میان خود به زبان پنجابی گفتگو می‌کنند ولی به‌طور معمول به فارسی دری و برخی اوقات هم به پشتو تسلط دارند.
سیک‌های بنگال
قدمت آیین سیک در ناحیه بنگال به سال ۱۵۰۴ بازمی‌گردد ولی بعد از تفکیک‌سازی رو به تنزل گذاشت. اولین بار که آیین سیک در بنگال پدیدار شد هنگامی بود که گورو نانک در سال ۱۵۰۴ از بنگال بازدید به عمل آورد و تعدادی گردواره تأسیس کرد.
در اوایل قرن هجدهم، تعداد اندکی سیک در ناحیه بنگال زندگی می‌کردند. یکی از سیک‌های معروف که در آن دوره زندگی می‌کرد اومیچند است که ملاک و بانکدار سیک از طبقه اجتماعی محلی کهتری بود و در دسیسه علیه نواب سراج الدوله با کمپانی هند شرقی بریتانیا همکاری کرد. گردواره نانک شاهی، اصلی‌ترین گردواره سیک‌ها در شهر داکا بنگلادش است. این گردواره در پردیس دانشگاه داکا واقع شده است و در میان ۷ گردواره این کشور به عنوان بزرگ‌ترین آنها مطرح می‌باشد. بعد از تقسیم هند، جامعه سیک رهسپار هند شد.
سیک‌های آسام
آیین سیک بیش از ۲۰۰ سال است که در ایالت آسام حضور دارد. ریشه این جامعه به دورانی بازمی‌گردد که مهاراجه رانجیت سینگ نیروی نظامی تحت امر خود را به آسام برد و تأثیراتی از این مذهب بر مردم محلی گذاشت. طبق سرشماری سال ۲۰۰۱، تعداد ۲۲٬۵۱۹ سیک در آسام وجود داشت که از این تعداد ۴٬۰۰۰ نفر سیک آسامی بودند.
سیک‌های اگراهاری
سیک اگراهاری، جامعه‌ای از سیک است که در ایالت‌های بیهار و جارکند بنا نهاده شد. سیک‌های اگراهاری که به سیک‌های بیهاری هم معروف هستند، چندین قرن است که در ایالت‌های بیهار و جارکند وجود دارند.
سیک‌های بیهاری فرهنگ خود را با جامعه محلی بیهاری به اشتراک می‌گذارند. معمولاً مردان بهوتی پوشیده و زنان ساری بر تن می‌کنند.
سیک‌های دکنی
سیک‌های دکنی از فلات دکن هستند که در ایالت‌های تلانگانا و آندرا پرادش واقع شده است. لباس سنتی زنان ساری است. زبان بومی سیک‌های دکنی تلوگو است.
سیک‌های کشمیری
سیک‌های قومی کشمیری به زبان کشمیری صحبت می‌کنند و فرهنگ کشمیری را در نظر می‌گیرند. منشأ میراث مذهبی آنها به تأثیر سربازان سیک که تحت حاکمیت مهاراجه رانجیت سینگ در سال ۱۸۱۹ در کشمیر استقرار یافتند، بازمی‌گردد.
سیک‌های پاهاری
سیک‌های پاهاری که به عنوان سیک‌های پونچ هم شناخته می‌شوند، یک جامعه ویژه سیک هستند، منشأ آنها از ناحیه پونچ در پاکستان است که در اصل بخشی از ناحیه تاریخی جامو و کشمیر بوده است. آنها عمدتاً به زبان پاهاری پنجابی، گویشی که در نواحی تپه‌ای سرزمین‌های بومی آنها تکامل یافت، صحبت می‌کنند. از لحاظ تاریخی، بسیاری از سیک‌های پاهاری در پونچ سکونت داشتند ولی به خاطر عوامل مختلف تاریخی و سیاست جغرافیایی، تعداد قابل توجه‌ای از آنها به منطقه جامو از قلمرو اتحادیه جامو و کشمیر امروزی، مهاجرت کرده و ساکن شدند.
سیک‌های پنجابی
سیک‌های پنجابی، سیک‌های بومی منطقه پنجاب تقسیم نشده هستند که به زبان پنجابی که زبان مادری آنها است سخن می‌گویند و از فرهنگ پنجابی پیروی می‌کنند. اضافه بر اینکه، فستیوال‌های سیک طبق تقویم نانک‌شاهی برگزار می‌شود سیک‌های پنجابی جشنواره‌های سنتی پنجابی را با در نظر گرفتن تقویم پنجابی برگزار می‌کنند.
سیک‌های سندی
سیک‌های سندی علاوه بر برگزاری جشنواره‌های سیک، جشنواره‌های فرهنگی همچون چیتی چند، سال نو سندی را جشن می‌گیرند. سیک‌های سندی به زبان سندی صحبت می‌کنند. بیشتر هندوهای سندی از پیروان نانک (Nanak Panthis) هستند که به ۱۰ گورو سیک اعتقاد دارند و مرتب به گردواره می‌روند و بیشتر ازدواج‌ها نیز در آنجا صورت می‌گیرد.
سیک‌های جنوب هند
جامعه‌هایی از سیک در ایالت‌های کرناتکه، آندرا پرادش و مهاراشترا وجود دارند که طی چند قرن قبل به آیین سیک گرایش پیدا کردند.

## پراکندگی جغرافیایی

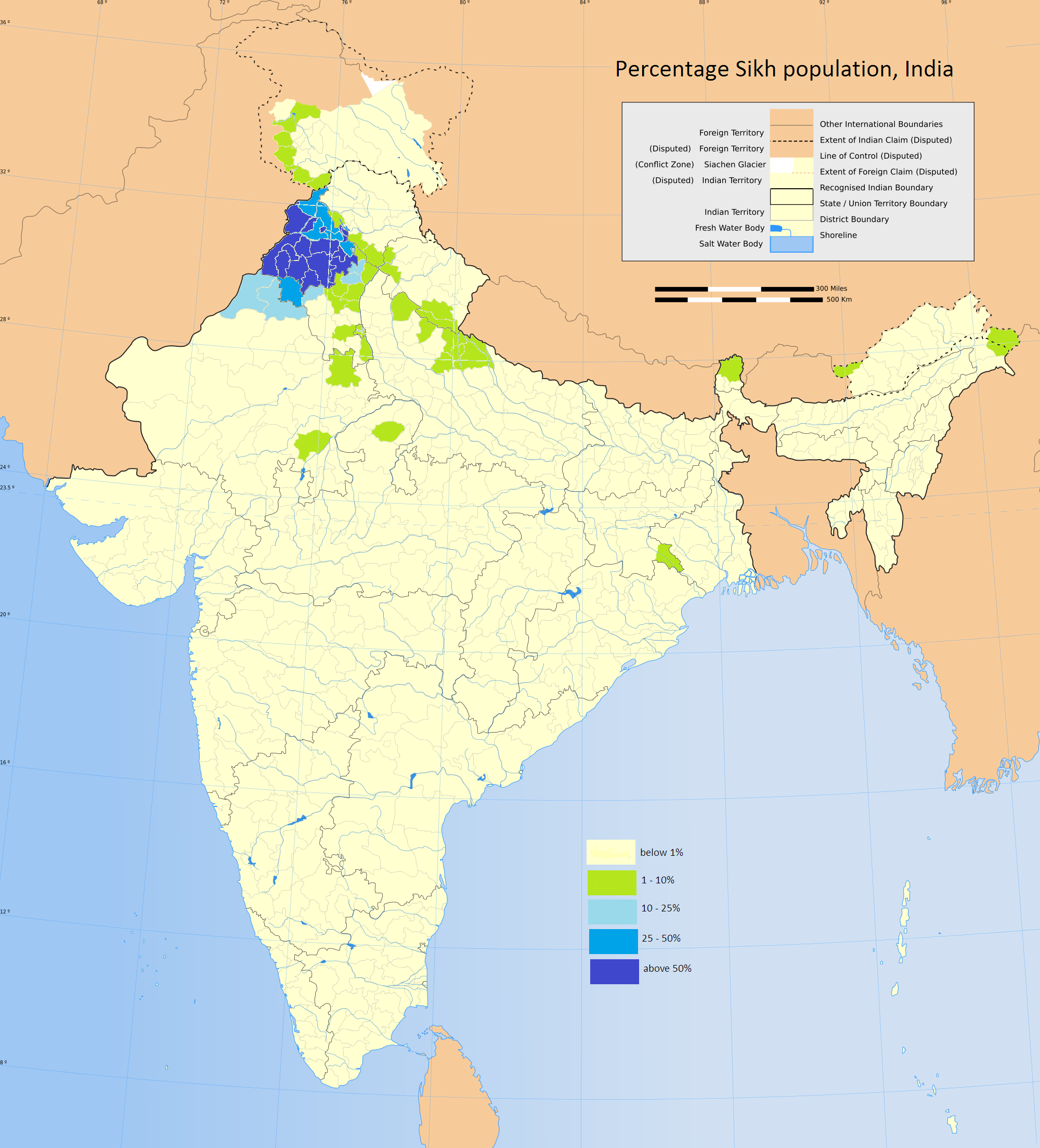
سیک‌ها بر حسب درصد از کل جمعیت در مناطق مختلف هند، سرشماری سال ۲۰۱۱

| ایالت‌ها و قلمروهای هند          | ۲۰۰۱       | ۲۰۰۱       | ۲۰۱۱       | ۲۰۱۱       |
| ایالت‌ها و قلمروهای هند          | جمعیت      | %          | جمعیت      | %          |
| ------------------------------- | ---------- | ---------- | ---------- | ---------- |
| پنجاب                           | ۱۴٬۵۹۲٬۳۸۷ | ۵۹٫۹۱ درصد | ۱۶٬۰۰۴٬۷۵۴ | ۵۷٫۶۹ درصد |
| هاریانا                         | ۱٬۱۷۰٬۶۶۲  | ۵٫۵۴ درصد  | ۱٬۲۴۳٬۷۵۲  | ۴٫۹۱ درصد  |
| راجستان                         | ۸۱۸٬۴۲۰    | ۱٫۴۵ درصد  | ۸۷۲٬۹۳۰    | ۱٫۲۷ درصد  |
| اوتار پرادش                     | ۶۷۸٬۰۵۹    | ۰٫۴۱ درصد  | ۶۴۳٬۵۰۰    | ۰٫۳۲ درصد  |
| دهلی                            | ۵۵۵٬۶۰۲    | ۴٫۰۱ درصد  | ۵۷۰٬۵۸۱    | ۳٫۴ درصد   |
| اوتاراکند                       | ۲۱۲٬۰۲۵    | ۲٫۵ درصد   | ۲۳۶٬۳۴۰    | ۲٫۳۴ درصد  |
| جامو و کشمیر                    |            |            | ۲۳۲٬۵۸۵    | ۱٫۹ درصد   |
| مهاراشترا                       | ۲۱۵٬۳۳۷    | ۰٫۲۲ درصد  | ۲۲۳٬۲۴۷    | ۰٫۲ درصد   |
| مادیا پرادش                     | ۱۵۰٬۷۷۲    | ۰٫۲۵ درصد  | ۱۵۱٬۴۱۲    | ۰٫۲۱ درصد  |
| چندی‌گر                          | ۱۴۵٬۱۷۵    | ۱۶٫۱۲ درصد | ۱۳۸٬۳۲۹    | ۱۳٫۱۱ درصد |
| هیماچال پرادش                   | ۷۲٬۳۵۵     | ۱٫۱۹ درصد  | ۷۹٬۸۹۶     | ۱٫۱۶ درصد  |
| جارکند                          | ۸۳٬۳۵۸     | ۰٫۳۱ درصد  | ۷۱٬۴۲۲     | ۰٫۲۲ درصد  |
| چتیسگر                          | ۶۹٬۶۲۱     | ۰٫۳۳ درصد  | ۷۰٬۰۳۶     | ۰٫۲۷ درصد  |
| بنگال غربی                      | ۶۶٬۳۹۱     | ۰٫۰۸ درصد  | ۶۳٬۵۲۳     | ۰٫۰۷ درصد  |
| گجرات                           | ۴۵٬۵۸۷     | ۰٫۰۹ درصد  | ۵۸٬۲۴۶     | ۰٫۱ درصد   |
| تلانگانا                        |            |            | ۳۰٬۳۴۰     | ۰٫۰۹ درصد  |
| کرناتکه                         | ۱۵٬۳۲۶     | ۰٫۰۳ درصد  | ۲۸٬۷۷۳     | ۰٫۰۵ درصد  |
| بیهار                           | ۲۰٬۷۸۰     | ۰٫۰۳ درصد  | ۲۳٬۷۷۹     | ۰٫۰۲ درصد  |
| اودیسا                          | ۱۷٬۴۹۲     | ۰٫۰۵ درصد  | ۲۱٬۹۹۱     | ۰٫۰۵ درصد  |
| آسام                            | ۲۲٬۵۱۹     | ۰٫۰۸ درصد  | ۲۰٬۶۷۲     | ۰٫۰۷ درصد  |
| تامیل نادو                      | ۹٬۵۴۵      | ۰٫۰۲ درصد  | ۱۴٬۶۰۱     | ۰٫۰۲ درصد  |
| آندرا پرادش                     |            |            | ۹٬۹۰۴      | ۰٫۰۲ درصد  |
| کرالا                           | ۲٬۷۶۲      | ۰٫۰۱ درصد  | ۳٬۸۱۴      | ۰٫۰۱ درصد  |
| آروناچال پرادش                  | ۱٬۸۶۵      | ۰٫۱۷ درصد  | ۳٬۲۸۷      | ۰٫۲۴ درصد  |
| مگالایا                         | ۳٬۱۱۰      | ۰٫۱۳ درصد  | ۳٬۰۴۵      | ۰٫۱ درصد   |
| لداخ                            |            |            | ۲٬۲۶۳      | ۰٫۸۳ درصد  |
| ناگالند                         | ۱٬۱۵۲      | ۰٫۰۶ درصد  | ۱٬۸۹۰      | ۰٫۱ درصد   |
| سیکیم                           | ۱٬۱۷۶      | ۰٫۲۲ درصد  | ۱٬۸۶۸      | ۰٫۳۱ درصد  |
| مانیپور                         | ۱٬۶۵۳      | ۰٫۰۷ درصد  | ۱٬۵۲۷      | ۰٫۰۵ درصد  |
| گوا                             | ۹۷۰        | ۰٫۰۷ درصد  | ۱٬۴۷۳      | ۰٫۱ درصد   |
| جزایر آندامان و نیکوبار         | ۱٬۵۸۷      | ۰٫۴۵ درصد  | ۱٬۲۸۶      | ۰٫۳۴ درصد  |
| تریپورا                         | ۱٬۱۸۲      | ۰٫۰۴ درصد  | ۱٬۰۷۰      | ۰٫۰۳ درصد  |
| دادرا و نگر حویلی و دامان و دیو | ۲۶۸        | ۰٫۰۷ درصد  | ۳۸۹        | ۰٫۰۷ درصد  |
| پودوچری                         | ۱۰۸        | ۰٫۰۱ درصد  | ۲۹۷        | ۰٫۰۲ درصد  |
| میزورام                         | ۳۲۶        | ۰٫۰۴ درصد  | ۲۸۶        | ۰٫۰۳ درصد  |
| لاکشادویپ                       | ۶          | ۰٫۰۱ درصد  | ۸          | ۰٫۰۱ درصد  |
| هند                             | ۱۹٬۲۱۵٬۷۳۰ | ۱٫۸۷ درصد  | ۲۰٬۸۳۳٬۱۱۶ | ۱٫۷۲ درصد  |

## سیک‌های سرشناس هند
هر چند سیک‌ها یک قشر اقلیت در هند می‌باشند ولی این جامعه جایگاه قابل توجهی در کشور در اختیار داشته است. رئیس قوه قضائیه در چند دوره قبل، جاگدیش سینگ کِهیَر (Jagdish Singh Khehar) و نخست‌وزیر سابق، دکتر مانموهان سینگ و نیز رئیس‌جمهور چند دوره قبل در هند، جیانی زیل سینگ از سیک هستند. تقریباً در هر دوره از هیئت وزیران در هند، تعدادی سیک حضور داشته‌اند.
حضور سیک‌ها در ارتش هند نمایان است، در وهله اول به خاطر پیشینه آنها به عنوان مدافعان عدالت است، سیک‌ها بازوی نیروی نظامی امپراتوری بریتانیا را شکل می‌دادند. آرجان سینگ، افسر پنج ستاره فقید هندی یک سیک بود. سیک‌ها همچنین به واسطه جی‌جی سینگ، ارتش هند را هدایت کرده‌اند و نیروی هوایی هند تحت فرماندهی مارشال ارشد دل‌باغ سینگ قرار داشت. سیک‌ها در ورزش هند پرآوازه بوده‌اند، وفق اینکه آبهیناو بیندرا دارنده مدال طلای انفرادی هند در المپیک یک سیک است. به‌طور مشابه، آنها جایگاه‌های رسمی با اهمیتی مانند معاونت ریاست کمیسیون برنامه‌ریزی را توسط مونتِک سینگ آلُوالیا و منصب فرمانداری ایالت‌های مختلف هند را توسط سورجیت سینگ برنالا در اختیار داشته‌اند.
سیک‌ها همچنین به خاطر کارآفرینی در هند معروف هستند. میلکا سینگ معروف به سیک پرنده، دونده دو سرعت بود که هنگام خدمت در ارتش هند وارد این ورزش شد. یک علت برای در معرض دید بودن سیک‌ها در اقشار مختلف هند، نقش نامتجانسی است که جامعه سیک در طی مبارزه استقلال‌طلبی هند ایفا کرد، وفق اینکه بگت سینگ به عنوان یک نماد قشر جوان برای جوانان هند به یادگار باقی ماند.